# Монастырь Глоговац
Монастырь Глоговац (серб. Манастир Глоговац, босн. и хорв. Manastir Glogovac) — монастырь Сербской православной церкви в селе Бабин-До в общине Шипово в Республике Сербской. Посвящён Георгию Победоносцу. Относится к Бихачско-Петровацкой епархии. В монастыре проходит культурное мероприятие «Јањски сабор». Монастырь расположен в 15 километрах к югу от Шипова.
Монастырь был основан в 1-й половине XIV века во времена сербских королей Стефана Драгутина и Стефан Уроша II Милутина. Располагался близ города Шрп. В 1463 году, во время завоевания западной части Балкан, монастырь был разрушен войсками Османской империи. Игумен Иоанникий ими был посажен на кол. Восстановление монастыря началось только спустя несколько столетий — в 1866 году и было завершено в 1869 году, когда его освятил митрополит Дионисий (Илиевич). Во время восстания сербов в 1875 году монастырь пострадал от действий турецкой армии. Очередная реставрация монастыря была проведена после оккупации Боснии и Герцеговины Австро-Венгрией. Реставрационные работы велись в 1890—1892 гг. В 1941 году во время Второй мировой войны хорватские усташи сожгли почти весь монастырь, а 14 октября 1942 года ими была уничтожена и монастырская церковь. По окончании войны пришедшие к власти в Югославии коммунисты запретили восстанавливать монастырь. Такое положение сохранялось до 1960-х, когда власти позволили возвести церковь. В 1966 году реставрационные работы были завершены. Решением Архиерейского собора СПЦ монастырь был включен в Бихачско-Петровацкую епархию. В 1991 году патриарх СПЦ Павел освятил монастырь, а нового епископа епархии Хризостома назначил его архимандритом. Патриарх уделял монастырю большое внимание, он посещал его четыре раза — в 1991, 1998, 1999 и 2005 годах. В 2001 году в Глоговаце прошли очередные реставрационные работы.